# 丽江紫菀
丽江紫菀（学名：Aster likiangensis）是菊科紫菀属的植物。分布在不丹以及中国大陆的西藏、四川、云南等地，生长于海拔3,500米至4,500米的地区，见于开旷坡地、高山草甸、河谷以及泥炭沼泽地，目前尚未由人工引种栽培。

## 别名
肥儿草（丽江土名）

## 异名
- Aster likiangensis Franch. f. polianthus Ling